# Ultimate (sport)
Pour les articles homonymes, voir Ultimate.
L'ultimate est un sport collectif utilisant un disque, dit « frisbee » et opposant deux équipes de sept joueurs. L'objectif est de marquer des points en progressant sur le terrain par des passes successives vers la zone d'en-but adverse et d'y attraper le disque.
L'ultimate se pratique dans sa version la plus courante sur terrain en herbe à l'extérieur (7 contre 7), mais peut aussi se pratiquer sur un terrain de handball (intérieur, 2 équipes de 5 joueurs), ou sur la plage (5 contre 5). Les règles sont légèrement aménagées lorsqu'on souhaite le pratiquer en gymnase ou sur plage.
On y retrouve plusieurs divisions : open (aucun impératif de sexe ; il n'existe pas de catégorie masculine, mais la division open y est tout de même souvent assimilée), femmes, mixte (4 hommes/3 femmes ou 4 femmes/3 hommes). Il existe également des divisions selon les âges : junior, adulte, master et grand master.
L'ultimate se pratique également dans une version adaptée aux personnes en fauteuil roulant: l'ultimate fauteuil.

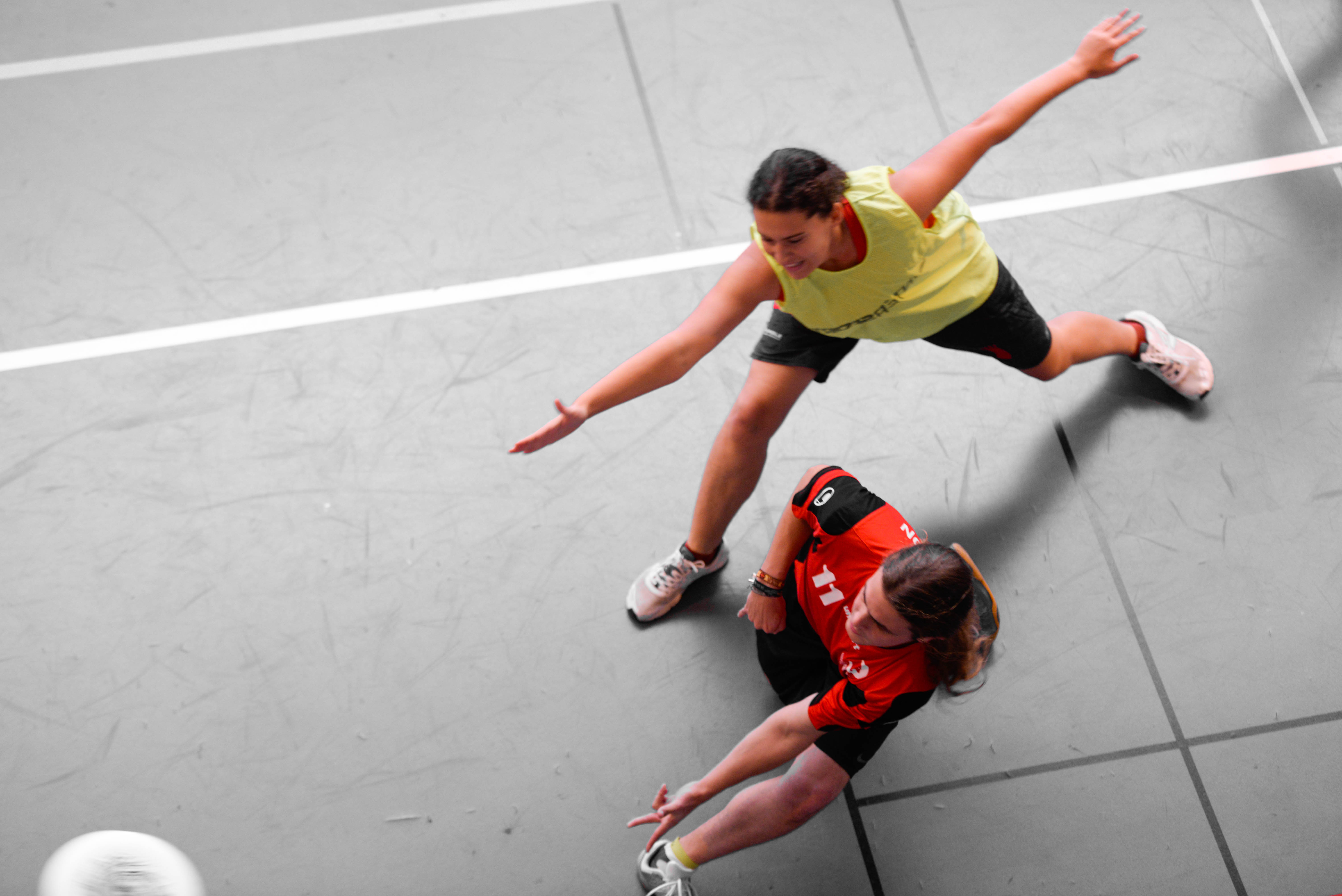
Entraînement ultimate indoor.

## Terminologie
Le sport s'appelait à l'origine ultimate Frisbee avant d'être officiellement renommé  ultimate afin d’éviter l’emploi de la marque déposée Frisbee. En France, la Commission générale de terminologie et de néologie, dans son vocabulaire des sports, recommande le terme ultime-passe.

## Règlement
À l'instar du football américain, le but du jeu est d'amener le disque dans la zone de but adverse par une succession de passes. Cependant, contrairement au football, il n'est pas possible de courir avec le disque dans l'ultimate. Le déroulement de la partie suit les principes suivants.

### Auto-arbitrage
Il n'y a pas d'arbitre. Chaque joueur a la responsabilité de veiller au respect des règles concernant les fautes et les lignes délimitant le terrain. Pour appeler la faute, le joueur doit s'arrêter et faire le geste correspondant à la faute qu'il veut appeler. Une fois tout le monde arrêté et immobile sur la position à laquelle il était lors de l'appel de la faute, les personnes concernées peuvent discuter de la faute et de la suite à donner.

### Mise en place
L'ultimate « classique » se joue sur une zone de jeu de 64 × 37 m, entourée de deux zones d’en-but de 18 × 37 m. Chaque équipe est composée de 7 joueurs en jeu. Selon les variantes (plage, gymnase), la taille du terrain et le nombre de joueurs changent (généralement, ce dernier passe à 5 joueurs).

### Règlement en 13 points

#### Le but du jeu
L’ultimate se joue avec deux équipes de sept joueurs chacune et un disque (frisbee). En salle, il se joue sur un terrain de handball avec cinq joueurs par équipe. À chaque extrémité du terrain, il y a une zone d’en-but de 18 m (extérieur) ou 6 m (en salle).

#### L’engagement
Au début du jeu et après chaque point marqué, les équipes se tiennent sur leur ligne d'en-but. L’équipe qui a marqué le dernier point lance le disque. L’autre équipe prend possession du disque là où il atterrit et devient alors l’équipe attaquante. C'est ce qu'on appelle le « pull ».

#### Score
Un point est marqué quand l’équipe offensive attrape le disque dans la zone d’en-but de l’équipe adverse.

#### En jeu et hors limites
Un disque est en jeu quand il est attrapé dans le terrain. Les lignes de touche et de fond sont hors limites. Pour marquer un point, un joueur attaquant doit donc attraper le disque dans la zone d'en-but, sans toucher une des lignes.

#### Jouer le disque
Un joueur en possession du disque peut le jouer dans n’importe quelle direction. Il doit le faire dans les dix secondes — huit quand on joue à l'intérieur — ; un défenseur se tient devant lui et compte jusqu'à dix. Le joueur en possession du disque ne doit pas marcher, mais peut établir un pied pivot.

#### Changement de possession du disque
L'équipe qui défend prend possession du disque quand le lancer d'un joueur attaquant est intercepté, touche le sol ou est attrapé en dehors du terrain, peu importe qui touche le disque en dernier. L'équipe qui défendait devient alors l'équipe attaquante.

#### Remplacement des joueurs
Après chaque point, les équipes peuvent remplacer autant de joueurs qu'elles le souhaitent.

#### Sport sans contact
L'ultimate n'est pas un sport de contact : les contacts physiques ne sont pas autorisés, tout comme le fait de poser des écrans.

#### Fautes
Quand un joueur constate une faute, il annonce « faute ». Tous les joueurs s'arrêtent immédiatement et le jeu est arrêté. Le but est de reprendre le jeu comme si la faute n'avait pas eu lieu. Lorsque les joueurs ne peuvent se mettre d'accord, le disque retourne au dernier lanceur et le jeu reprend à partir de là.

### Engagement
La dernière équipe à avoir marqué est défensive, l’autre attaquante. L'équipe défensive se place dans sa zone d'en-but, l'équipe attaquante sur la ligne intérieure de sa zone d'en-but (au moins un pied sur la ligne). L'équipe défensive lance le disque à l'équipe attaquante. La partie commence lorsqu’un attaquant reçoit le disque.

### Avancée
Un joueur qui attrape le disque ne doit pas bouger (se déplacer) ; il peut garder un pied pivot. Il a dix secondes pour envoyer le disque à un équipier. Il ne peut pas s'envoyer le disque à lui-même.
Lorsque le disque tombe au sol, ou qu’il est intercepté (attrapé ou mis à terre par un défenseur), les deux équipes procèdent à un revirement ou turn-over et changent immédiatement de rôle (attaque/défense).

### Score et fin
Lorsqu'un joueur attrape le disque en se trouvant dans la zone d'en-but adverse, un point est marqué. Une partie se remporte soit en 15 points — il y a des variantes à 13 points, selon le type de compétition ou la catégorie —, soit au temps (100 min) ; à la fin du temps réglementaire, le score à atteindre est le score le plus haut +1 points — ce qu'on appelle le « cap à un », dans la limite des 15 points. Par exemple, si à la fin du temps, le score est de 13-10, la première équipe à atteindre 14 points (13+1) gagne le match.
Le « cap à un » se fait aussi à la mi-temps après 55 min de jeu et dans la limite de 8 points marqué, à la manière de la fin du match.

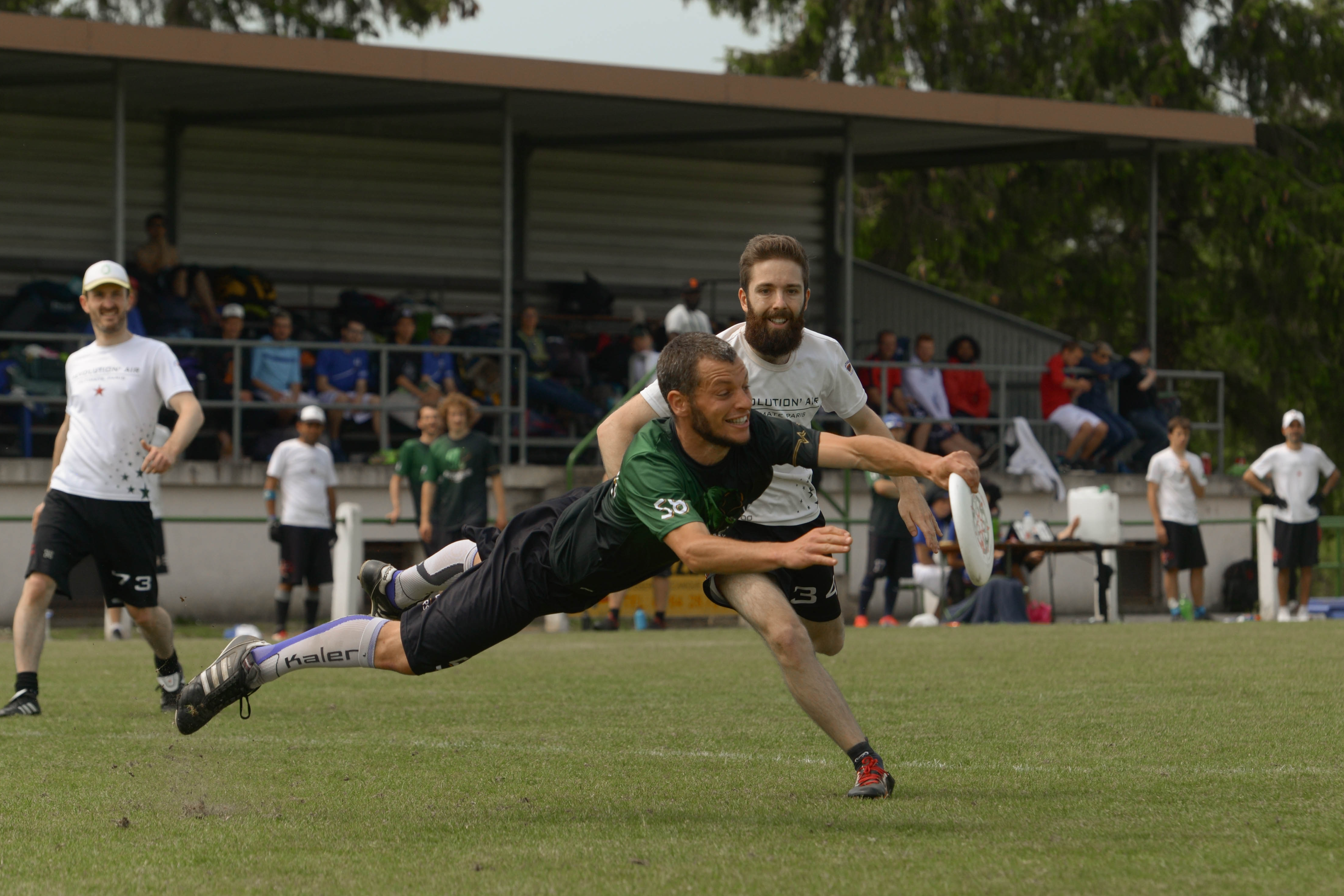
Joueur plongeant pour marquer un point. (Frisbeurs Nantais en vert, Révolution'Air en blanc)

## Historique
- 1869 : Dans le Connecticut, au nord-est des États-Unis, William Russel Frisbie crée une boulangerie industrielle appelée la « Frisbie Pie Company».
- 1940 : Des étudiants sur le campus de l'université Yale finissent leur repas en lançant des moules à tartes de la « Frisbie Pie Company », fournisseur officiel de l’université.
- 1942 : Première apparition documentée d'un jeu collectif utilisant des moules à tarte en aluminium, dans une université américaine. Des étudiants du Kenyon College dans le New Jersey pratiquent une sorte de Touch football (en) (football américain sans plaquage) avec des moules à tarte en aluminium[5].
- 1948 : Après la Seconde Guerre mondiale, l’Amérique entre dans l’ère du plastique. Walter Frederick Morrison se souvient des parties de « moules à tartes » et met au point le premier disque-volant. La société californienne de jeux Wham-o (en) rachète les droits et commercialise les disques sous le nom déposé de « Frisbee ».
- 1960 : Le Frisbee de compétition est né. La société Wham-o crée l’Association internationale de Frisbee. D’un simple jeu, le Frisbee est devenu un sport à part entière, avec ses règles, ses clubs, ses compétitions.
- 1967 : Apparition de l’ultimate développé par les élèves de la Columbia High School (en) à Maplewood (New Jersey) dont le célèbre Joel Silver, futur producteur de cinéma[6]. En 1970, il intégrera d'ailleurs le Lafayette College, où il forma la première équipe d'ultimate. L'objectif est de créer un sport nouveau se référant aux valeurs originelles de l’olympisme.
- 1977 : Introduction des sports de disque en Belgique (Jacques Thibaut) et en France : l'Association française de Frisbee (créée en 1977), change de statut en 1982, devenant une fédération sportive, la Fédération flying disc France[7] (FFDF) puis la Fédération française de flying disc, composée de deux comités : Ultimate et épreuves individuelles.
- 1978 : Création du premier club belge d'ultimate: XLR8RS - Ixelles Air Raiders - Ultimate Brussels Frisbee Club[8]
- 1980 : Création du premier club français d'ultimate : le HOT[9]
- 1981 : Organisation pour la première fois en France d’un championnat international d'ultimate.
- 1982 : L'Association française de Frisbee change de statut et devient une fédération sportive, la Fédération Flying Disc France[7] (FFDF), composée de deux comités : Ultimate et épreuves individuelles.
- 2012 : La FFDF est agréée par le ministère des Sports[10].
- 2014 : La FFDF recense presque 3 000 licenciés et 75 clubs sur toute la France[11].
- 2015 : Un magazine d'ultimate frisbee est lancé en France[12].
- 2017 : Le championnat du monde de beach ultimate se tient en France, à Royan, la France y décroche trois médailles : argent pour les masters open, bronze pour open et masters mixte[13]
- 2022 : La France participe pour la première fois aux Jeux mondiaux à Birmingham et termine 6e sur 8[14]

## Tactique
A l'instar du football, l'ultimate est un sport d'intervalles et de démarcation : le but des attaquants est généralement de se défaire du marquage des défenseurs, afin de pouvoir réceptionner des passes et de permettre la montée du disque jusqu'à l'en-but adverse. Le but des défenseurs est d'intercepter les passes et de gêner la qualité des passes du lanceur adverse. En ce sens, le sport sollicite beaucoup les capacités d'accélération, de changement de direction, et d'endurance des joueurs.

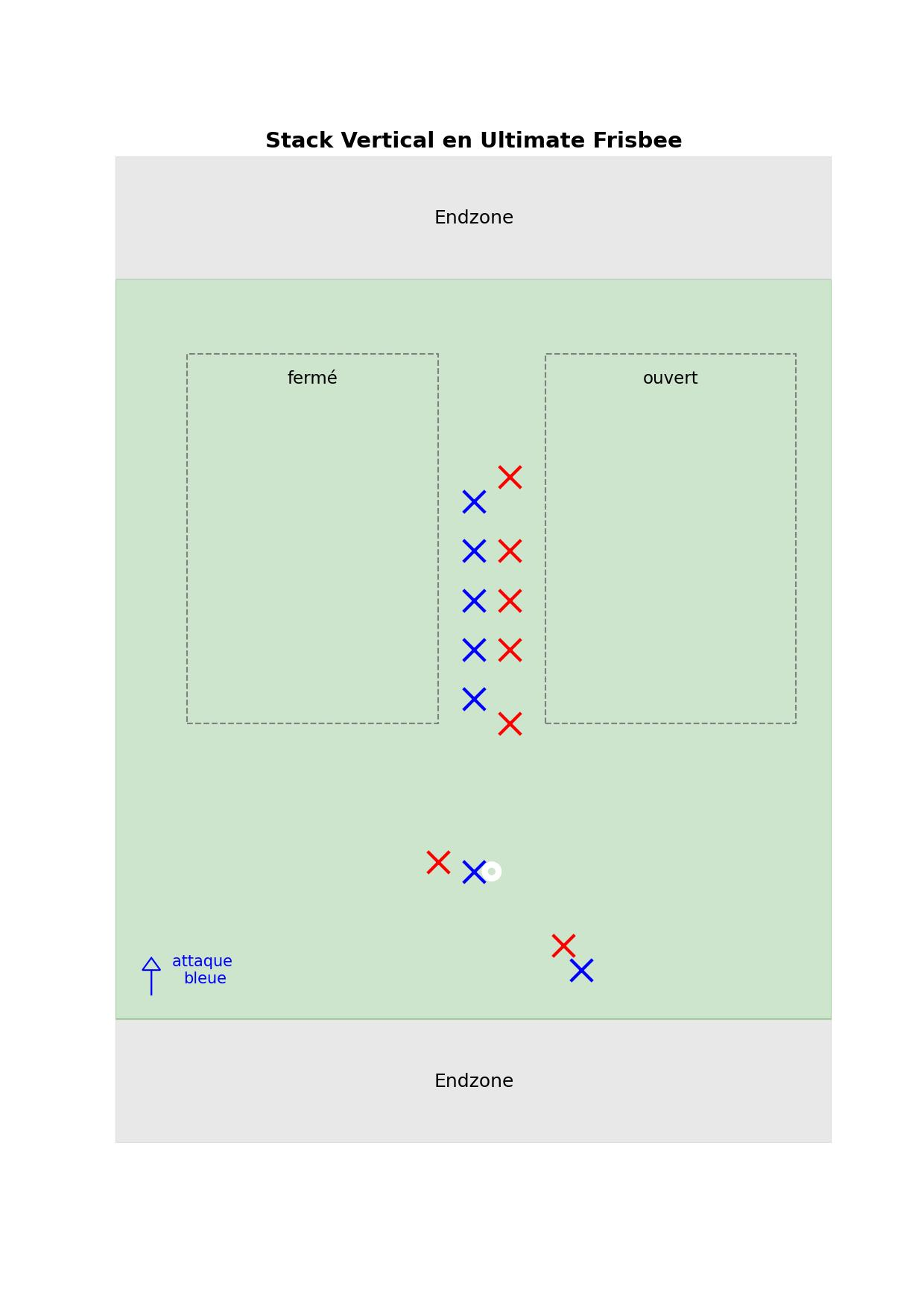
Stack vertical en ultimate frisbee. Les bleus attaquent vers l'en-but situé vers le haut. Le défenseur sur le porteur de disque appose une force, qui bloque les passes dans le coté fermé.On distingue les cinq joueurs de champ qui forment un stack vertical, dégageant de l'espace pour des appels dans le fermé ou l'ouvert. Les défenseurs se placent du côté ouvert pour bloquer les passes arrivant dans cette direction. Un attaquant reste en retrait en soutien du porteur de disque.

### Stratégies défensives
Il existe deux types de stratégies défensives en ultimate : la défense en un-contre-un (man defense), la plus couramment utilisée, consiste pour un défenseur à suivre un attaquant adverse afin de bloquer les trajectoires de passes, d'intercepter le disque, et de faire la marque (compter) si celui-ci est en possession du disque. La défense dite de zone consiste pour les défenseurs à se répartir intelligemment certaines zones du terrain afin d'empêcher les attaquants y pénétrant de recevoir le disque. La marque sur le joueur en possession du disque est généralement orientée (force) vers un des côtés du terrain (préalablement choisi par l'équipe défendant), afin d'essayer de "pousser" les joueurs attaquants vers une ligne pour les priver d'espace.

### Stratégies offensives
L'objectif des attaquants étant de se démarquer des défenseurs pour recevoir une passe, cela exige de la part des joueurs à la fois des compétences techniques et physiques pour se déplacer (cut dans une direction, puis contre-cut), de lecture du jeu (pas de course dans les espaces attaqués par des coéquipiers), mais aussi des systèmes d'organisation collectifs afin de libérer des trajectoires de passes. Ceci est particulièrement vrai en ultimate par rapport à d'autres sports pour deux raisons : les joueurs ne peuvent pas se déplacer en possession du frisbee, et le disque est assez lent dans sa trajectoire, comparé à un ballon par exemple.
On distingue ainsi généralement en ultimate les côtés ouvert (open side) et fermé (break side), en fonction de la marque (force) imposée par la défense. Le fermé correspond à la moitié de terrain bloquée par le joueur à la marque, tandis que l'ouvert correspond à la moitié de terrain vers laquelle le joueur en possession du disque sera le plus en mesure de faire des passes. Les joueurs de champ (middle ou cutters) s'organisent généralement en ligne (stack) afin de ne pas bloquer des trajectoires de passe. Les formations offensives les plus courantes sont le stack vertical et le stack horizontal.

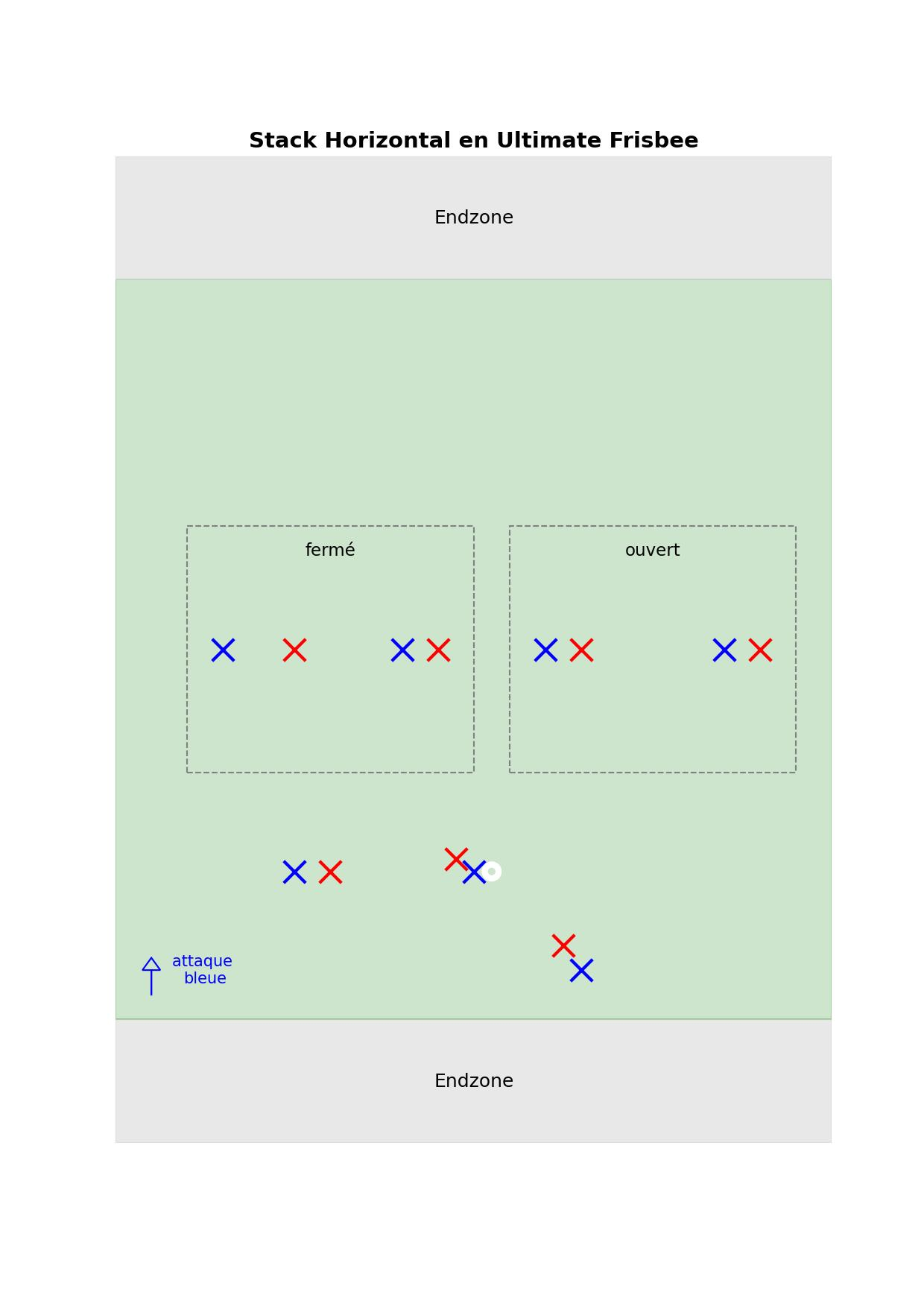
Stack horizontal en ultimate frisbee.